# شینجی تاناکا
شینجی تاناکا (به انگلیسی: Shinji Tanaka) بازیکن فوتبال اهل ژاپن و عضو تیم ملی فوتبال ژاپن است که در تاریخ ۳۰ مارس ۱۹۸۰ میلادی اولین بازی ملی‌اش را انجام داد. او در ۱۷ بازی ملی حضور داشت و آخرین بازی ملی خود را در تاریخ ۴ ژوئن ۱۹۸۵ میلادی انجام داد. شینجی تاناکا در بازی‌های ملی‌اش
گلی به ثمر نرساند.